# 内野辰次郎
内野 辰次郎（うちの たつじろう、1868年10月8日（慶応4年8月23日） - 1933年（昭和8年）12月5日）は、日本の陸軍軍人、政治家。最終階級は陸軍中将。衆議院議員。

## 経歴
福岡県出身。医師・内野東庵の二男として生まれる。陸軍幼年学校を経て、1890年（明治23年）7月、陸軍士官学校（1期）を卒業、 1890年（明治23年）7月29日の官報によると、陸軍士官学校第1期を歩兵科28番/103名で卒業している。翌年3月、歩兵少尉に任官し歩兵第2連隊付となる。日清戦争に出征。陸士生徒隊付、陸軍戸山学校教官などを経て、1902年（明治35年）11月、陸軍大学校（16期）を卒業した。
1903年（明治36年）12月、歩兵少佐に昇進し歩兵第22連隊付となり、第11師団参謀、陸大教官を歴任し、1907年（明治40年）11月、歩兵中佐に進級。1909年（明治42年）12月、戸山学校教官に転じ、1910年（明治43年）11月、歩兵大佐に昇進した。1912年（明治45年）4月、近衛師団参謀長に就任し、教育総監部第1課長に転じ、1915年（大正4年）8月、陸軍少将に昇進し歩兵第20旅団長に着任。
1918年（大正7年）7月、歩兵第40旅団長となり、1919年（大正8年）7月、陸軍中将に進み第14師団留守司令官に就任。同年11月、第7師団長に親補され、1923年（大正12年）8月、待命となり、翌月、予備役に編入された。
1924年（大正13年）5月、第15回衆議院議員総選挙で福岡県第三区から立憲政友会所属で出馬して当選。その後、第18回総選挙まで連続4回当選し、在任中に死去した。この間、立憲政友会総務を務めた。

## 栄典
位階
- 1892年（明治25年）2月3日 - 正八位[7]
- 1894年（明治27年）11月27日 - 従七位[8]
- 1907年（明治40年）12月27日 - 正六位[9]
- 1919年（大正8年）9月10日 - 従四位[10]
- 1921年（大正10年）9月30日 - 正四位[11]

勲章等
- 1914年（大正3年）5月16日 - 勲三等瑞宝章[12]
- 1920年（大正9年）1月30日 - 勲二等瑞宝章[13]
- 1921年（大正10年）7月1日 - 第一回国勢調査記念章[14]

## 親族
- 父・内野東庵（1841～1926)  ‐ 福岡県築上町本庄の医師。医業の傍ら隧道建設など地域の発展に貢献した[15]。
- 長男・内野遊戈 ‐ 陸軍中尉、日本通運副参事。北海道生まれ、明大商学部卒。妻・トナは久良知寅次郎の姪。[16][17]
- 娘婿 岡本孝行（陸軍大佐）[1]